# Necròpoli de Gomereta
La necròpoli de Gomereta és un jaciment arqueològic situat al lloc anomenat Tanca Prima des Camp des Clapers, de la possessió de Gomereta del municipi de Llucmajor, Mallorca. És un jaciment on s'han trobat en diverses ocasions urnes cineràries romanes de marès, amb motiu de tasques de rompuda del terreny.